# Acker-Gänsedistel
Die Acker-Gänsedistel (Sonchus arvensis) ist eine Pflanzenart aus der Gattung der Gänsedisteln (Sonchus) innerhalb der Familie der Korbblütler (Asteraceae).

## Beschreibung

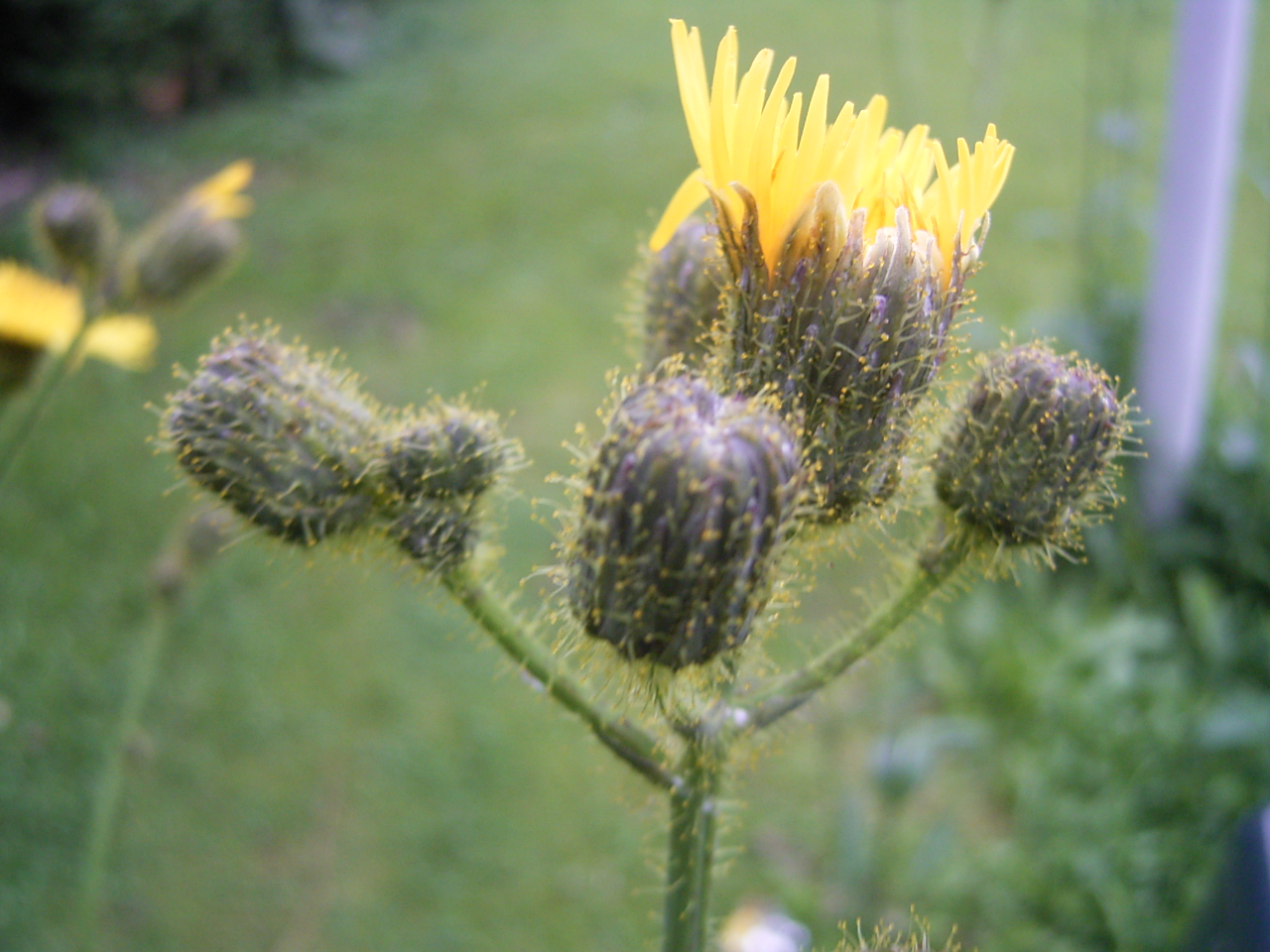
Blütenkorb

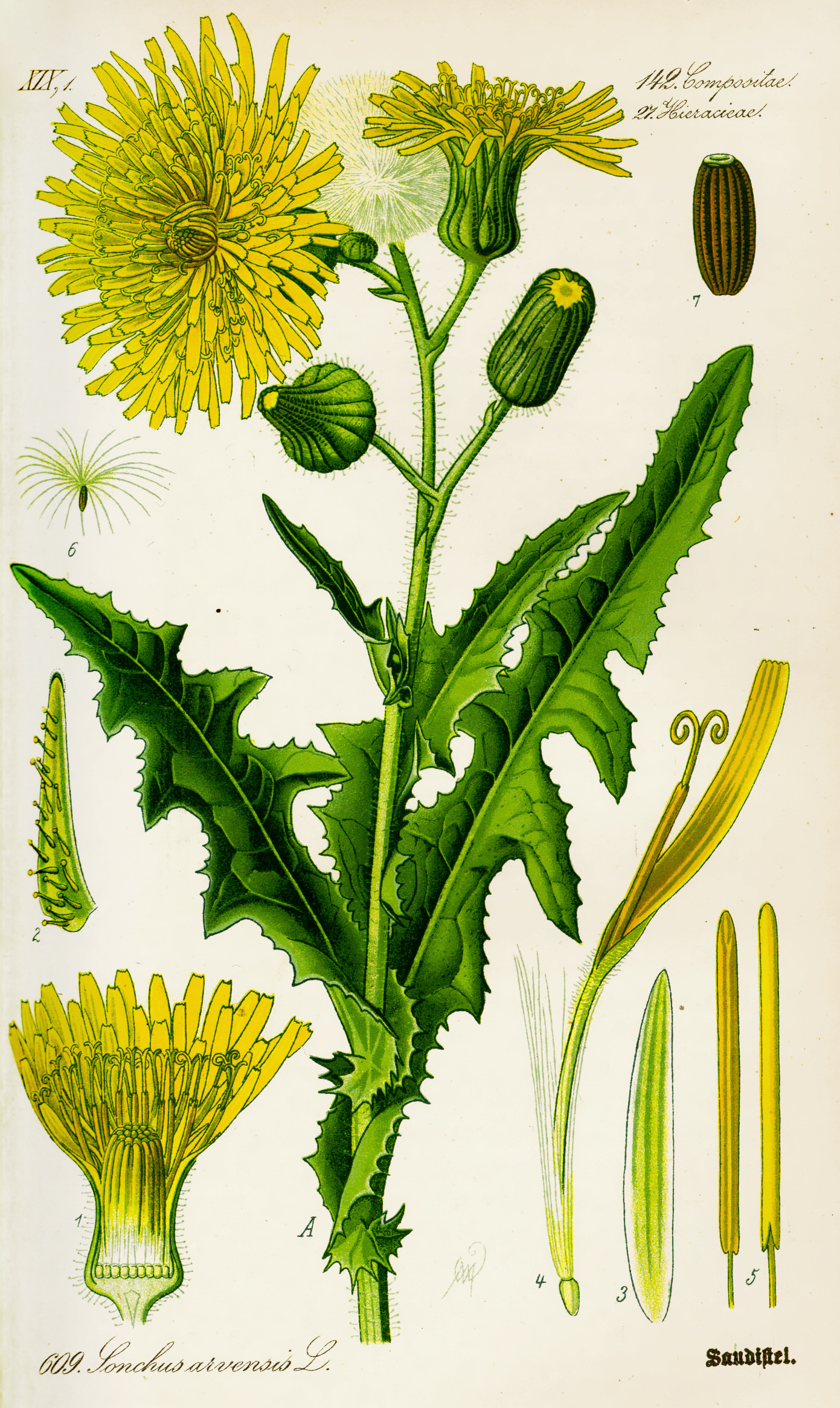
Illustration

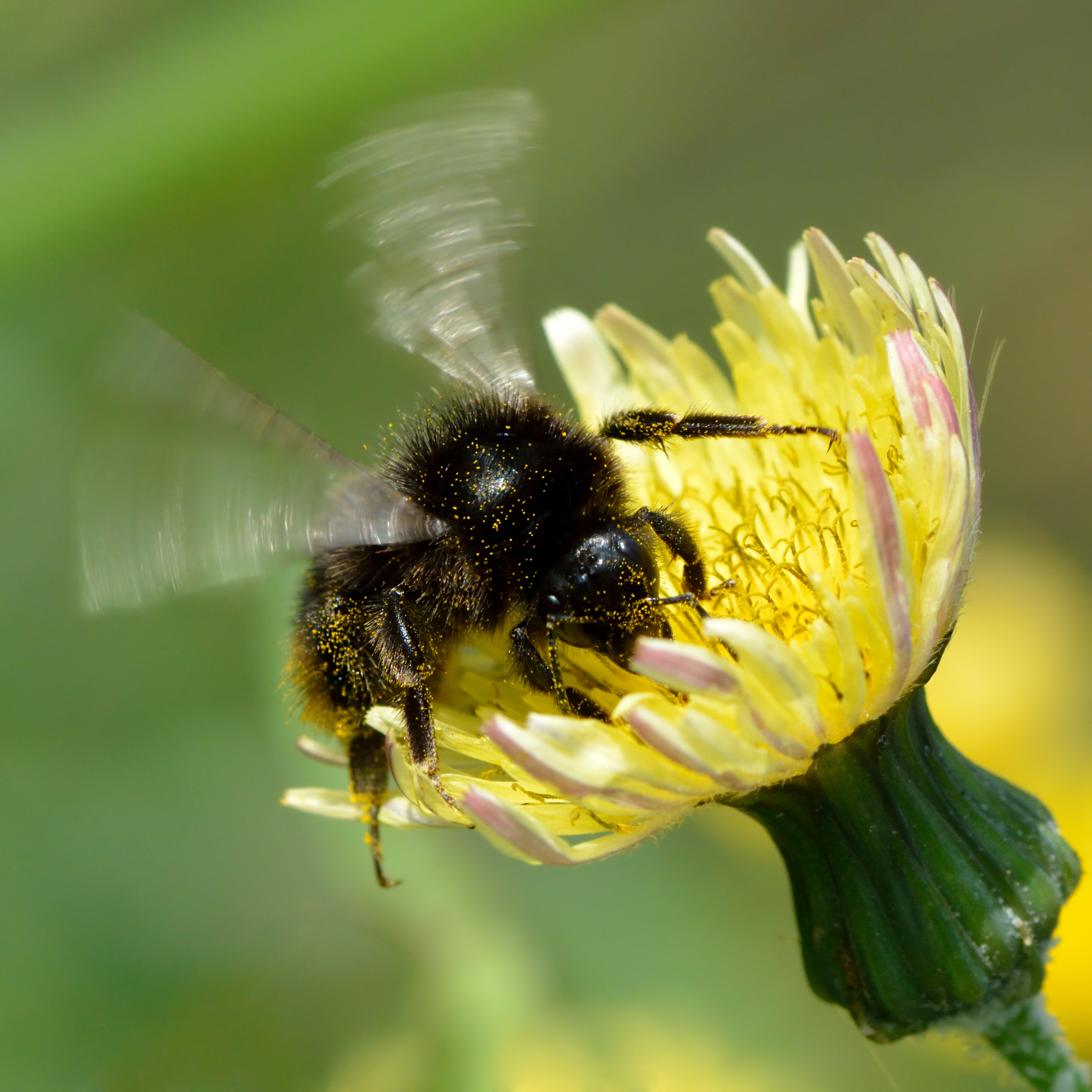
Blütenbesuch

### Vegetative Merkmale
Die Acker-Gänsedistel ist eine mehrjährige krautige Pflanze und erreicht Wuchshöhen von 50 bis 150, selten bis zu 236 Zentimetern. Die Pflanzenteile enthalten einen Milchsaft. Sie besitzt ein waagerecht kriechendes Rhizom. Der aufrechte oder aufsteigende Stängel ist erst im Bereich des Blütenstandes verzweigt und ist im unteren Teil kahl oder in der Jugend wollig-flockig und oben drüsig-borstig.
Die Stängelblätter sind glänzend grün, buchtig fiederspaltig mit grob dornig gezähnten, rückwärts gerichteten Blattabschnitten, seltener ungeteilt. Die oberen Stängelblätter sind sitzend mit gerundeten, dem Stängel angedrückten Öhrchen.

### Generative Merkmale
Die Blütezeit reicht von Juli bis Oktober. Die goldgelben Blütenkörbe stehen in lockeren Doldenrispen und werden 4 bis 5 cm groß. Die Hülle und Köpfchenstiele sind bei der Unterart Sonchus arvensis subsp. arvensis dicht gelb-drüsenborstig; bei der Unterart Sonchus arvensis subsp. uliginosus nahezu drüsenlos. Die Hülle ist weit glockig und 13 bis 20 Millimeter lang. Die Hüllblätter sind länglich-lanzettlich, etwas gewimpert bis kahl mit einer stumpfen Spitze. Jeder Blütenkorb enthält bis zu 100 Zungenblüten. Die Zungenblüten sind goldgelb, der Griffel ist dunkelgelb.
Die Achäne ist dunkelbraun, 3 bis 3,5 Millimeter lang und beiderseits mit fünf querrunzeligen Längsrippen versehen.
Die Chromosomenzahl beträgt 2n = 18, 36 oder 54.

## Ökologie
Die Acker-Gänsedistel ist eine Schaftpflanze oder ein Wurzelknospen-Geophyt mit weit reichenden ausläuferartigen Wurzeln, die 1 bis 2 Meter tief reichen.  (Wurzelkriech-Pionierpflanze)
Die Laubblätter werden bei starker Sonnenbestrahlung kompassartig gestellt: die Flächen nach Ost/West und die Ränder nach Nord/Süd.
Der Hüllkelch und die Körbchenstiele sind mit auffälligen gelben, gestielten Drüsen ausgestattet, die eventuell als Verdunstungsschutz, sicher aber als Aufstiegsschutz gegen unerwünschte Besucher dienen. Die Blüten sind nur vormittags geöffnet und werden von Bienen, Faltern und Dipteren besucht und bestäubt.
Gallbildende Insekten sind Contarinia schlechtendalii, Cystiphora sonchi und Arten der Gattungen Cecidomyidarum und Trypetes. Pilze, die auf der Acker-Gänsedistel leben sind Bremia lactucae, Coleosporium sonchi-arvensis, Cystopus tragopogonis, Erysibe cichoriacearzm, Erysibe polygoni, Puccinia sonchi und Pleospora vulgaris.
Bei einer mechanischen Entfernung des Rhizoms entstehen aus jedem im Boden verbleibenden Teilstück neue Pflanzenexemplare; die Acker-Gänsedistel gilt daher als schwer zu bekämpfendes Beikraut.

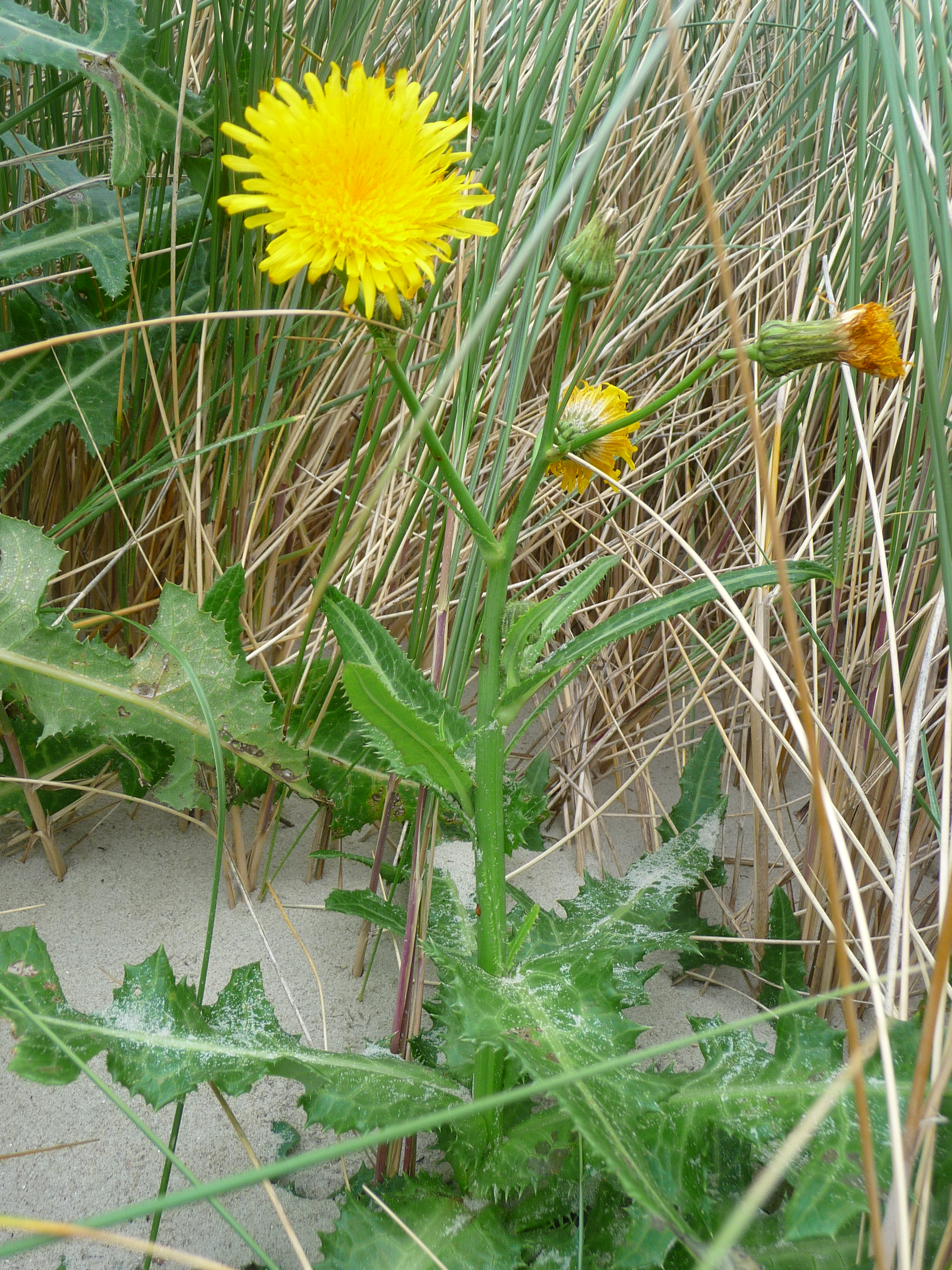
Drüsenlose Acker-Gänsedistel (Sonchus arvensis subsp. uliginosus) auf der Insel Juist

## Vorkommen
Die Acker-Gänsedistel ist ursprünglich in den gemäßigten Gebieten der Nordhalbkugel und fast in ganz Europa verbreitet. In Asien kommt sie in der Türkei, in Sibirien, Zentralasien, im Kaukasusraum, in der Mongolei und in Russlands Fernem Osten vor. In Japan, Indonesien, auf den Philippinen, in Australien, Neuseeland, in Nordamerika, Argentinien, Chile, in Neukaledonien und auf den Fidschi-Inseln ist sie ein Neophyt.
Als Standort bevorzugt die Ruderalpflanze Wegränder, Gärten, Weinberge und Äcker, aber auch Sanddünen und Salzsümpfe.
In den Alpen ist die Acker-Gänsedistel meist bis in Höhenlagen von etwa 1500 Metern anzutreffen. In den Allgäuer Alpen steigt sie im Tiroler Lechtal bei Elbigenalp bis in eine Höhenlage von 1300 Meter auf. In Tirol erreicht sie eine Höhenlage von 1700 Meter und in Graubünden bei S-charl 1830 Meter.
Generell ist die Acker-Gänsedistel etwas salzertragend und gilt als Lehmzeiger.

## Systematik
Die Erstveröffentlichung von Sonchus arvensis erfolgte 1753 durch Carl von Linné in Species Plantarum, Tomus II, S. 793.
Diese Art „zerfällt“ in mehrere Unterarten, wobei bei einer sogar Halophilie vorzuliegen scheint.
In Deutschland und Österreich kommen folgende Unterarten vor:
- Gewöhnliche Acker-Gänsedistel (Sonchus arvensis subsp. arvensis): Mit drüsigem Hüllkelch. Die Chromosomenzahl beträgt 2n = 36, 54 oder 64. Sie ist im Allgemeinen in Mitteleuropa eine Charakterart von Gesellschaften der Ordnung Polygono-Chenopodietalia.[6] Die ökologischen Zeigerwerte nach Landolt et al. 2010 sind in der Schweiz für diese Unterart: Feuchtezahl F = 3+w (feucht aber mäßig wechselnd), Lichtzahl L = 3 (halbschattig), Reaktionszahl R = 4 (neutral bis basisch), Temperaturzahl T = 3+ (unter-montan und ober-kollin), Nährstoffzahl N = 4 (nährstoffreich), Kontinentalitätszahl K = 3 (subozeanisch bis subkontinental), Salztoleranz = 1 (tolerant).[8]

- Drüsenlose Acker-Gänsedistel, Sumpf-Acker-Gänsedistel (Sonchus arvensis subsp. uliginosus (M.Bieb.) Nyman, Syn.: Sonchus arvensis var. glabrescens Günther & al., Sonchus arvensis var. laevipes W.D.J. Koch)[9]: Mit fast drüsenlosem Hüllkelch. Die Chromosomenzahl beträgt 2n = 36. Sie kommt auf basenreichen oder salzreichen Tonböden in Gesellschaften der Ordnungen Convolvuletalia oder Cakiletalia vor.[6] Die ökologischen Zeigerwerte nach Landolt et al. 2010 sind in der Schweiz für diese Unterart: Feuchtezahl F = 3+w+ (feucht aber stark wechselnd), Lichtzahl L = 3 (halbschattig), Reaktionszahl R = 4 (neutral bis basisch), Temperaturzahl T = 4 (kollin), Nährstoffzahl N = 4 (nährstoffreich), Kontinentalitätszahl K = 4 (subkontinental), Salztoleranz = 1 (tolerant).[8]

Manche Autoren nennen in Europa noch die Unterart:
- Sonchus arvensis subsp. humilis (N.I.Orlova) Tzvelev (Syn.: Sonchus humilis N.I.Orlova): Sie kommt in Schweden, Finnland, Estland, Lettland und im nördlichen Russland vor.[9]